# Burn It Down, Burn It Loud
Burn It Down, Burn It Loud è un singolo di Lenny Kravitz, come terzo estratto dall'album in studio Blue Electric Light, pubblicato il 15 dicembre 2023.

## Video musicale
Il video è stato pubblicato il 21 dicembre 2023, diretto da Tanja Muïn'o.

## Tracce
1. Burn It Down, Burn It Loud – 3:24